# Manuel Lorente Atienza
Manuel Lorente Atienza (Gea de Albarracín, Teruel, 1870 - Borja, Zaragoza, 28 de enero de 1932) fue un abogado y político español.

## Reseña biográfica
Licenciado en Derecho por la Universidad de Valencia, se estableció en Borja casándose con la borjana Pilar Zaro Cintora.
Miembro del Partido Republicano Radical, fue alcalde de Borja entre el 1 de enero de 1912 y el 1 de enero de 1914 y posteriormente de Tarazona. Fue asimismo diputado provincial de Zaragoza en representación del distrito de Tarazona-Borja.
Del 12 de julio de 1921 al 06 de agosto de 1921 fue Presidente de la Diputación Provincial de Zaragoza. Posteriormente fue gobernador civil de Zaragoza.
Fue elegido diputado a cortes constituyentes en 1931 por la provincia de Teruel en las listas del PRR con 21 351 votos, falleciendo poco después.
| Predecesor: Julio López Gil | Presidente de la Diputación Provincial de Zaragoza 12 de julio de 1921 - 06 de agosto de 1921 | Sucesor: Emilio Villarroya Casas |